# Libna

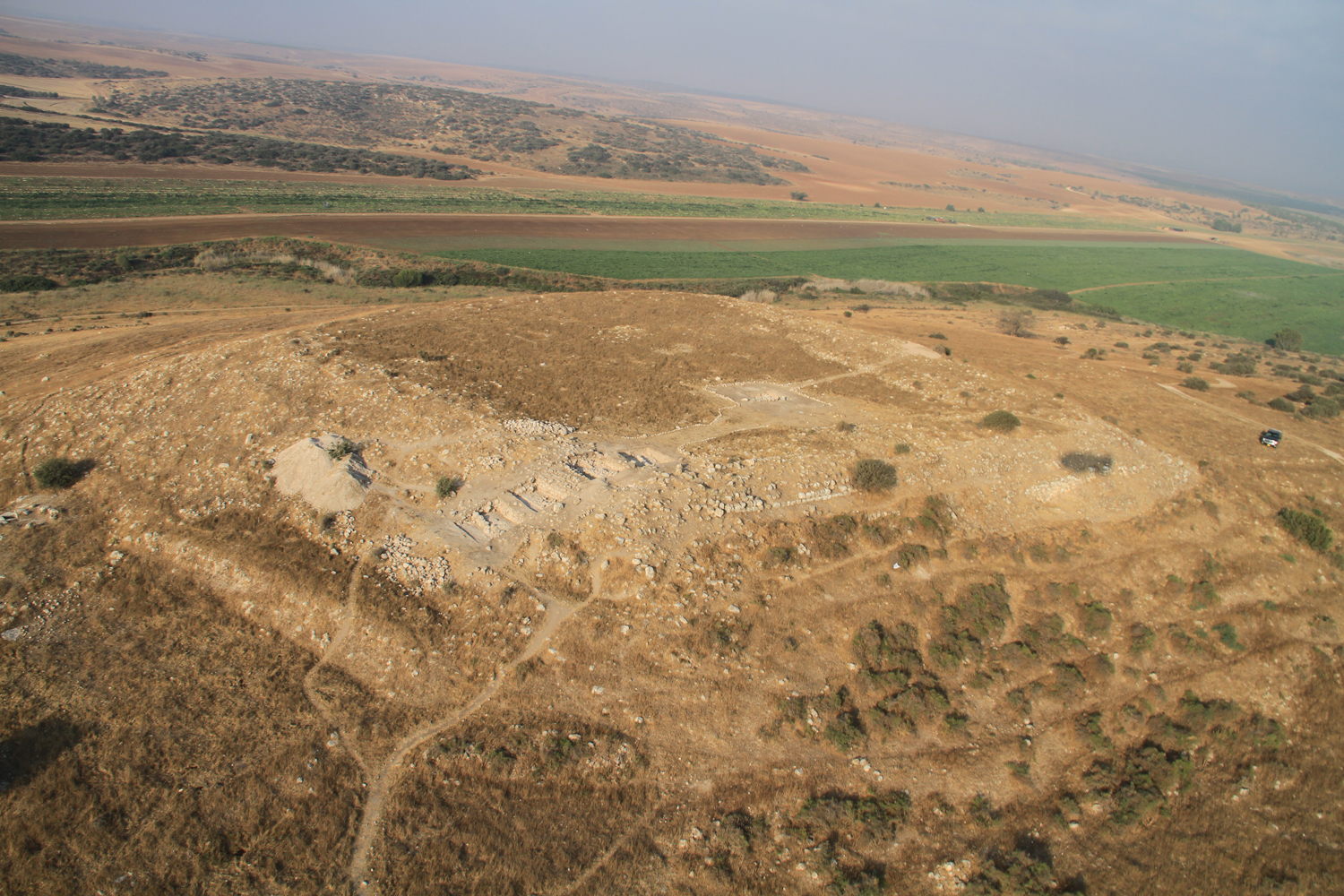
Tel Burna dawna Libna

Libna (biały; hebr. : לִבְנָה; łac. : Lobna) – miasto biblijne w centralnej Palestynie. Kananejskie miasto królewskie zdobyte przez wojska Jozuego podczas podboju Szefeli i południowej Palestyny, po bitwie pod Gideonem. Za króla Dawida miasto lewickie. Oblegane przez Asyryjczyków w 701 p.n.e. Utożsamiane z Tel Burna.
Miasta nie należy mylić z miejscowością o tej samej nazwie, utożsamianą z Tell Abu Hawam i leżącą w północnej Palestynie.